# Silêncio = Morte

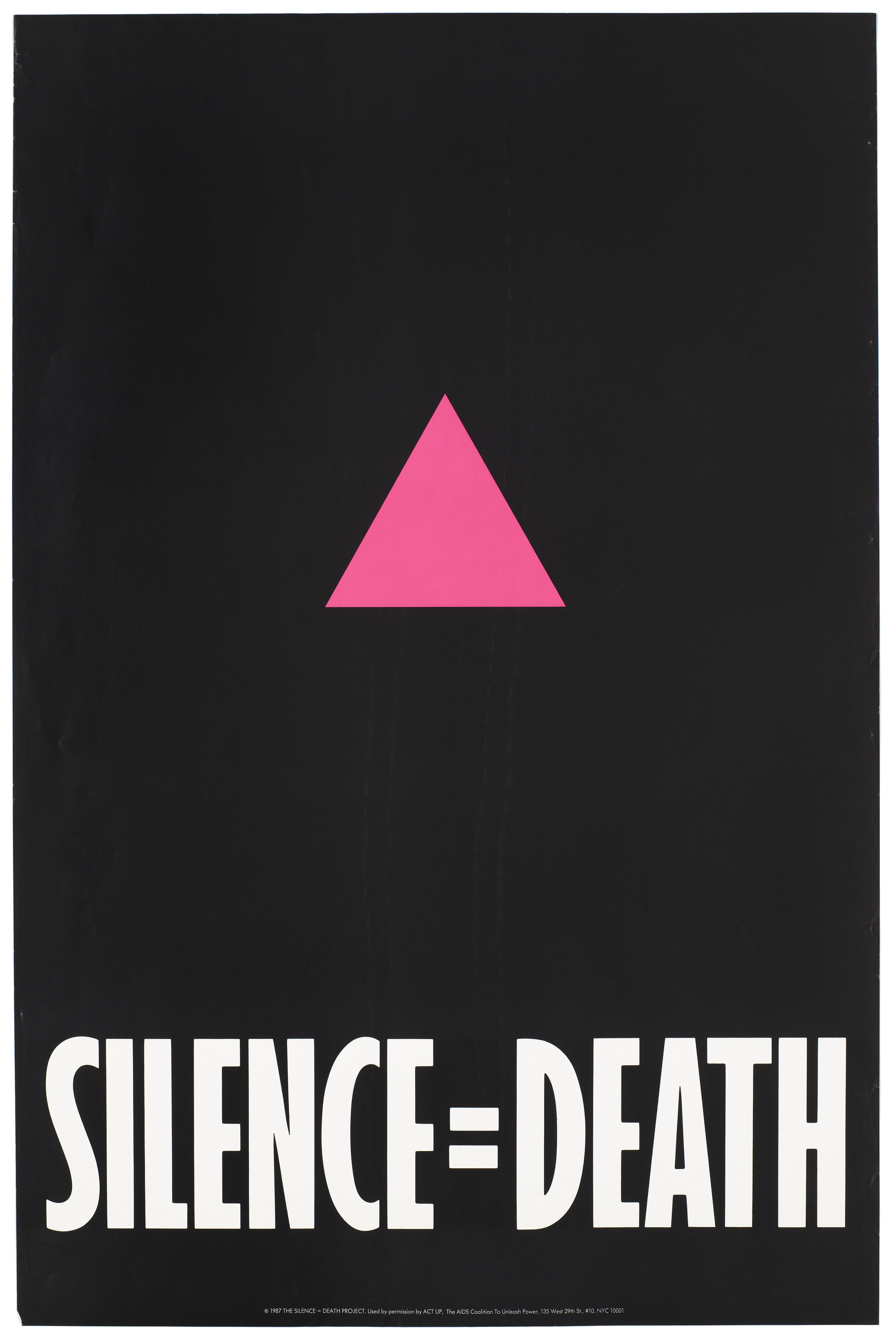
O cartaz Silêncio=Morte com o triângulo rosa criado por o colectivo Silence=Death Project, usado também por ACT UP como símbolo de luta contra a SIDA.

Silêncio = Morte (em inglês Silence=Death), é um dos ícones políticos mais conhecidos da luta contra o VIH/SIDA. Foi o trabalho coletivo de seis membros do grupo Silence=Death Project de Nova Iorque: Avram Finkelstein, Brian Howard, Oliver Johnston, Charles Kreloff, Chris Lione e Jorge Soccarás.

## História
Finkelstein fundou o colectivo Silence=Death Project junto a Jorge Soccarás em 1985 durante o auge da crise da SIDA como um grupo de conscientização, ainda que devido a o conteúdo de suas discussões cedo converteu-se num grupo político.
Em 1987, o grupo decidiu criar um cartaz para colar pela cidade de Nova Iorque. Decidiram não utilizar imagens fotográficas por ser excludentes, utilizando uma linguagem mais abstrata numa tentativa de chegar a audiências mais amplas.
Criaram o cartaz Silêncio=Morte usando unicamente a frase junto a um triângulo rosa, uma imagem que tinha-se convertido num símbolo da comunidade gay durante os anos 1970 depois de resignificar sua associação com a perseguição de homossexuais durante a Alemanha Nazista e com o Holocausto.
O cartaz Silencio=Morte foi usado também pelo grupo ACT UP (AIDS Coalition to Unleash Power) como imagem central de sua campanha de ativismo contra a pandemia de VIH/SIDA.